# Марія Крістіна Австрійська (1879–1962)
Марія Крістіна Австрійська (нім. Maria Christina von Österreich, також Марія Крістіна Австро-Тешенська, нім. Maria Christina von Österreich-Teschen та Марія Крістіна Габсбург-Лотаринзька, нім. Maria Christina von Habsburg-Lothringen; 17 листопада 1879 — 6 серпня 1962) — ерцгерцогиня Австрійська з династії Габсбургів, донька герцога Тешенського Фрідріха та принцеси Ізабелли фон Крой, дружина принца Сальм-Сальмського Емануеля Альфреда.

## Біографія
Марія Крістіна народилася 17 листопада 1879 року у Кракові. Вона була первістком у родині австрійського ерцгерцога Фрідріха та його дружини Ізабелли фон Крой. Протягом наступних вісімнадцяти років сім'я поповнилося вісьмома доньками та сином. У сімейному колі Марію Крістіну кликали «Кріста».
Жила родина у Лінці та Братиславі, літо проводили у Вайльбурзькому замку біля Відня. У 1895 році батько успадкував від родича Альбрехта Австрійського Тешенське герцогство та численні статки. Матір сподівалася одружити когось із доньок зі спадкоємцем престолу Австро-Угорщини Францем Фердинандом, однак той узяв морганатичний шлюб із Софією Хотек.
У віці 22 років Марія Крістіна побралася із 30-річним принцом цу Сальм-Сальмським Емануелем. Весілля відбулося 10 травня 1902 року у Відні. У подружжя народилося п'ятеро дітей.
Емануель, що був військовиком, помер від ран у Пінську під час Брусиловського прориву в роки Першої світової війни. Після його смерті Марія Крістіна продовжувала жити з дітьми у Анхольтському замку. Під час Другої світової Анхольт сильно постраждав від бомбардувань, і родина Сальмів переїхала до замку Реде в однойменному містечку. Після реставрації будівель сімейство повернулося назад і жило у Анхольті.
Марії Крістіни не стало 6 серпня 1962 року. Поховали принцесу в родинній гробниці дому Сальм-Сальм у крипті каплиці Анхольтського замку.

## Нагороди
- Орден королеви Марії Луїзи № 1003 (Іспанія).

## Титули
- 17 листопада 1878—10 травня 1902 — Її Імператорська та Королівська Високість Ерцгерцогиня та Імператорська Принцеса Марія Крістіна Австрійська, Королівська Принцеса Угорщини та Богемії;
- 10 травня 1902—19 серпня 1916 — Її Імператорська та Королівська Високість Спадкоємна Принцеса Сальм-Сальмська;
- 19 серпня 1916—6 серпня 1962 — Її Імператорська та Королівська Високість Вдовіюча Спадкоємна Принцеса Сальм-Сальмська.

## Родина

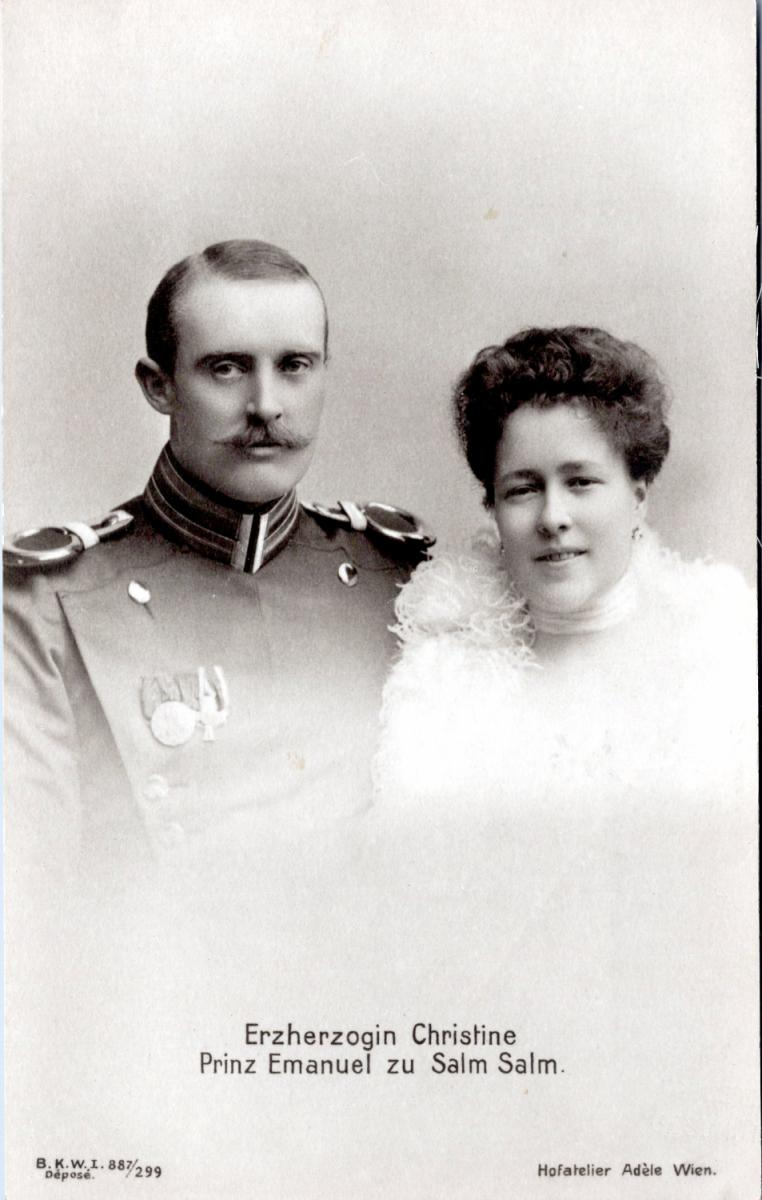
Весільне фото Марії Крістіни та Емануеля

Чоловік — Емануель Альфред, принц Сальм-Сальмський
Діти:
- Ізабелла (1903—2009) — дружина графа Фелікса фон Лое, мала семеро дітей;
- Розмарі (1904—2001) — дружина ерцгерцога Австрійського Губерта Сальватора, мала тринадцятеро дітей;
- Ніколаус Леопольд (1906—1988) — 8-й князь Сальм-Сальм, був чотири рази одруженим, мав семеро дітей;
- Цецилія (1911—1991) — дружина князя Франца Йозефа Сальм-Райффершайдт-Краутгайм та Дік, мала семеро дітей;
- Франц (1912—1917) — прожив 5 років.